# Лялина площадь
Ля́лина площадь (неверно — Площадь Лялина) — площадь в Басманном районе Центральном административном округе города Москвы. Расположена между Бульварным и Садовым кольцами, на стыке переулков: Лялина, Барашевского, Большого Казённого и Малого Казённого. Лялина площадь — одна из сохранившихся второстепенных площадей старой Москвы, с характерным клином расходящихся Казённых переулков. Примерно так же выглядела уничтоженная Собачья площадка.

## Происхождение названия
По имени местного домовладельца, фаворита императрицы Елизаветы Петровны ротмистра П. В. Лялина.

## История
В XVI—XVII веках на месте площади были огороды Барашевской слободы (Бараши — царские шатёрничие). В 1809—1812 на площади жил с семьёй вольноотпущенник Пётр Погодин, отец историка М. П. Погодина; по соседству была усадьба Н. Л. Пушкина — дяди поэта. В пожар 1812 года площадь полностью выгорела, и медленно застраивалась малоэтажными зданиями — сохранившийся ампирный дом купца С. Г. Попова на углу Лялина и Барашевского переулков выстроен только в 1838. В 1900-е гг. Лялин переулок активно застраивался доходными домами в стиле модерн, но большинство домов на площади осталось двух-трёхэтажными и по сей день.

## Примечательные здания и сооружения
- Лялин переулок, 8 — доходный дом, 1912, арх. С. Ф. Воскресенский
- Лялин переулок, 10 (Барашевский переулок, 12 и 14) — усадьба C. Г. Попова, 1833—1838. Ампирный особняк на углу Лялиной площади — один из примеров позднеампирных московских особняков, автор которого неизвестен. В советское время в бывшем особняке находились набитые жильцами коммунальные квартиры, содержался он плохо — исчезли капители, нет и лепного декора — всё отвалилось[1]
- Лялин переулок, 7 — доходный дом, с башенкой-эркером на углу, 1902, арх. П. А. Заруцкий
- Малый Казённый переулок, 2
- Малый Казённый переулок, 5б — Полицейская больница (Александровская больница). Здания находятся в руинах, огорожены.
- Памятник Самуилу Маршаку (скульптор — Георгий Франгулян). Открыт 1 июня 2022 года.

## Киноплощадь
Площадь излюбленное место киносъёмок. На ней были сняты эпизоды следующих фильмов:
- Уроки в конце весны (фильм) (1990);
- Эпизод Ералаша «Место встречи изменить нельзя» (1992);
- Ретро втроём (фильм) (1998);
- 4 (фильм) (2004).

## Транспорт
- Автобус м3, м3к, н3, н15: ост. «Лялин переулок».
- Автобус Б, 40: ост. «Кинотеатр „Звезда”».

## Интересный факт
- Неофициально считается московским аналогом Пяти углов в Санкт-Петербурге[2].